# 岚城八路军一二〇师司令部旧址
岚城八路军一二〇师司令部旧址，位于山西省吕梁市岚县岚城镇岚城村，已列为山西省文物保护单位。

## 保护
2016年6月6日，岚城八路军一二〇师司令部旧址由山西省人民政府公布为第五批山西省文物保护单位，编号5-150。